# Ellis Paul Torrance
Ellis Paul Torrance (Milledgeville, Georgia, 1915. október 8. – 2003. július 12.) amerikai pszichológus. A kreativitáskutatás úttörője. A kreatív gondolkodás mérésére szolgáló, majd róla elnevezett Torrance-Teszt (Torrance Test of Creative Thinking, TTCT) kidolgozója.

## Életútja
Miután befejezte a Mercer Egyetemen alapképzést (BA), a Minnesotai Egyetemen szerezte meg MA-fokozatát, majd a Michigani Egyetemen doktorált. Tanári karrierje az 1957-től 1984-ig tartó időszakot íveli át, először a Minnesotai Egyetemen, később pedig a Georgiai Egyetemen tanított, ahol 1966-ban a neveléslélektan (educational psychology) professzorává nevezték ki.
1984-ben a Georgiai Egyetem megalapította a róla elnevezett Kreativitás és Tehetségfejlesztési Központját (Torrance Centre of Creativity and Talent Development). Torrance leginkább kreativitáskutatásai révén vált ismertté. Sokoldalú tudományos tevékenysége 1871 publikációt foglal magába. Ebből 88 könyv, 256 különböző könyvek vagy kooperatív kötetek része, 408 folyóiratcikk, 538 beszámoló, kézikönyv vagy teszt, 162 népszerű folyóiratokban vagy magazinokban megjelenő cikk, 355 konferencia-tanulmány és 64 előszó vagy bevezetés. Ő alapította a Jövő Nemzetközi Problémamegoldó Programot (Future Problem Solving Program International), a Lappangó Tanterv Modellt (Incubation Curriculum Model) és a kreatív gondolkodás mérésére szolgáló Torrance-Tesztet (Torrance Test of Creative Thinking) is.

## Torrance-Teszt (Torrance Test of Creative Thinking, TTCT)
J. P. Guilford munkásságát alapul véve a TTCT eredetileg a divergens gondolkodás és más problémamegoldó készségek mérésére szolgáló egyszerű tesztet tartalmazott. A problémamegoldó készségeket négy skálán pontozták:
- Folyékonyság (fluency): az adott ingernek megfelelően generált interpretációk, jelentőségteljes és releváns ötletek számát fejezi ki.
- Rugalmasság (flexibility): annak kimutatására szolgál, hogy a releváns válaszok hány eltérő kategóriából származnak.
- Eredetiség (originality): annak megragadására szolgál, hogy az egyes reakciók statisztikai szempontból mennyire ritkák.
- Kidolgozás (elaboration): a válaszokban fellelhető adatok számát méri.

A TTCT 1984-es harmadik kiadásánál a rugalmasság skálát eltávolították a tesztből, de hozzáadták az idő előtti közelséggel szembeni ellenállásnak (Resistance to Premature Closure) (a Gestaltpszichológia alapján) valamint a címkék elvontságának mérőszámát, mint a pontozás két új kritériumát. Torrance az új pontozási folyamatot modern (streamlined) pontozásnak nevezte. Az immár öt skálával (folytonosság, eredetiség, a címkék elvontsága, kidolgozottság és idő előtti közelséggel szembeni ellenállás) egyszerre 13 méréssel kapcsolatos kritérium keletkezett, amely a következőket tartalmazta: érzelmi kifejezőképesség, a történetmesélés tagoltsága, mozgalmasság vagy az akciók száma, címkék kifejezőereje, a nem teljesen kész alakzatok szintézise, vonalak és körök szintézise, szokatlan vizualizációk, kiszélesített és megtört határvonalak, humor, a képzelet gazdagsága és sokszínűsége, valamint a fantázia.
Arasteh és Arasteh (1976) szerint általános iskolás gyerekek esetében a kreativitás legszisztematikusabb elemzését Torrance és munkatársai folytatták le (1960a, 1960b, 1960c, 1961, 1962, 1962a, 1963a, 1964), akik a MTCT-t (Minnesota Tests of Creative Thinking) kifejlesztették és rögzítették néhány ezer iskolás gyerek segítségével. Noha az ún. Minnesota csoport számos Guilford nevéhez köthető koncepciót alkalmazott a teszt létrehozása során, ők Guilforddal ellentétben olyan feladatokat találtak ki, amelyek néhány faktor mentén pontozhatóak, mind verbális és nem-verbális szempontokat is tartalmaznak, valamint a tudaton és nem pedig víziókon alapulnak. Ezek a tesztek egy egészen éles eltávolodást mutatnak a Guilford és munkatársai (Guilford, Merrifield és Cox, 1961; Merrifield, Guilford és Gershan, 1963) által kifejlesztett faktor típusú tesztektől, valamint jelentősen különböznek Wallach és Kogan (1965) tesztbattériájától is, amely hasonló természetű kreatív tendenciák ábrázolására szolgáló mérőeljárásokat tartalmaz (Torrance, 1968).
Egészen a mai napig folytatnak longitudinális vizsgálatokat, hogy nyomon kövessék azokat az általános iskolás gyerekeket, akiket 1958-ban először teszteltek a Torrance-Teszttel Minnesotában. Volt egy 22 évvel, egy 40 és egy 50 évvel későbbi utótesztelés is.
Torrance (1962) az MTCT különböző altesztjeit három kategória mentén csoportosította:
1. verbális feladatok, amelyek verbális ingereket használnak
2. verbális feladatok, amelyek nem-verbális ingereket használnak
3. nem-verbális feladatok

A Torrance által alkalmazott feladatok rövid leírása:

### Szokatlan használat (Unusual Uses)
A szokatlan használat tesztek verbális ingereket alkalmaznak, amelyek Guilford téglahasználat tesztjének közvetlen módosításai. A kezdeti próbálgatások után Torrance (1962) úgy döntött, hogy a téglákat bádogdobozokkal és könyvekkel helyettesíti. Úgy hitte, hogy a gyerekek sokkal könnyebben tudják használni a bádog dobozokat és a könyveket, mert azok jóval inkább elérhetőek a számukra, mint a téglák.

#### Lehetetlenségek feladat (Impossibilities task)
A feladatot eredetileg Guilford és munkatársai (1951) alkalmazták a komplex megkötéseket és széles körű lehetőségeket tartalmazó folytonosság (fluencia) mérésére. A személyiségfejlődés és a mentálhigiéné kapcsán, Torrance az eredeti feladat számos változatával kísérletezett, végül a megszorításokat sokkal specifikusabbá tette. Ebben a feladatban a kísérleti személyeket arra kérik, hogy soroljanak fel annyi lehetetlen dolgot, amennyit csak tudnak.

#### Következmények feladat (Consequences task)
Eredetileg ezt a tesztet is Guilford és kollégái (1951) alkalmazták. Torrance néhány változtatást hajtott végre az adaptálása során. Három valószínűtlen szituációt választott ki, és a gyerekeket arra kérte, hogy sorolják fel a lehetséges következményeket.

#### „Tegyük fel, hogy…” feladat (Just suppose task)
A következmények feladat egyik adaptációja, amelyet a spontaneitás egy magasabb fokának kiderítésére fejlesztettek ki, és gyerekek esetén sokkal hatékonyabbnak bizonyult. Mint a következmények feladatnál, a kísérleti személy itt is egy valószínűtlen szituációval szembesül, majd arra kérik, hogy jósolja meg az egy új vagy ismeretlen változó bemutatásából származó lehetséges kimeneteleket.

#### Szituációk feladat (Situations task)
A szituációk feladatot a Guilford Teszt (1951) után alakították ki annak a képességnek a becslésére, hogy megértjük, milyen igények létezhetnek egyáltalán. A kísérleti személyeknek három átlagos feladatot adtak, és arra kérték őket, hogy gondoljanak ki annyi megoldást ezekkel a problémákkal kapcsolatban, amennyit csak tudnak. Például, ha minden iskolát megszüntetnének, mit szeretnél tenni azért, hogy művelt legyél.

#### Mindennapi problémák feladat (Common problems task)
Ez a feladat a Guilford Teszt (1951) egyik adaptációja, amelyet a hiányosságok, a szükségletek és az elégedetlenségek megértése képességének megállapítására dolgoztak ki, és a tényezők tesztelése során azt találták, hogy az egyik a problémák iránti érzékenység faktorának is tekinthető. A kísérleti személyek mindennapi szituációkat kaptak, és arra kérték őket, hogy gondoljanak ki annyi ezekkel a szituációkkal kapcsolatban szóba jöhető problémát, amennyit csak tudnak. Például házi feladatot csinálni miközben iskolába megyünk reggel.

#### Tökéletesítés feladat
Ezt a tesztet Guilford szerkezet tesztjéből (apparatus test) (1952) adoptálták, amely a hiányosságok és a problémák iránti érzékenység minden aspektusának megértésére irányuló képességek becslésére került kialakításra. Ebben a feladatban a kísérleti személyek kapnak egy mindennapi tárgyakat tartalmazó listát, és arra kérik őket, hogy javasoljanak annyi módot minden tárgy tökéletesítésére, amennyit csak tudnak. Megkérik őket, hogy ne zavartassák magukat amiatt, hogy az adott gondolat alapján vajon lehetséges-e vagy sem a változást végrehajtani.

#### Női pongyola probléma (Mother-Hubbard problem)
Ezt a feladatot a szituációk feladat egyik adaptációjaként gondolták ki elsősök szóbeli irányítására, de idősebb csoportok esetében is hasznos lehet. A teszt számos olyan ötletet sarkall olyan faktorokra vonatkozóan, amelyek az ötletek fejlődését gátolják.

#### Elképzelt történet feladat (Imaginative story task)
Ebben a feladatban a gyerekeket arra kérik, hogy írják le a legérdekesebb és legizgalmasabb történetet, amelyet csak el tudnak gondolni. Vannak javasolt témakörök (pl.: a kutya, amelyik nem ugatott), de a gyerekek a saját ötleteiket is használhatják.

#### „Ugráló tehén” probléma (Cow jumping problem)
Az ugráló tehén probléma a női pongyola probléma párja, amellyel ugyanazokat a csoportokat ugyanazon feltételek mellett irányították, és hasonló folyamatoknak megfelelően pontozták. A feladat az, hogy az összes lehetséges dolgot számba kell venni, ami csak megtörténhet, ha egy tehén felugrik a holdra.

### Nonverbális ingereket alkalmazó verbális feladatok

#### Kérdezz és találd ki feladat (Ask and guess task)
A kérdezz és találd ki feladatban először azt kérik az egyénektől, hogy tegyenek fel olyan kérdéseket egy képre vonatkozóan, amelyeket csak a képre pillantva nem lehet megválaszolni. Majd arra kérik őket, hogy találgassanak és fogalmazzanak meg feltevéseket az ábrázolt esemény lehetséges okaival kapcsolatban, majd ezután az azonnali és távoli következményekre vonatkozóan is.

#### Termékfejlesztési feladat (Product improvement task)
Ebben a feladatban átlagos játékokat használnak, és arra kérik a gyerekeket, hogy gondoljanak ki annyi tökéletesítési lehetőséget az adott játékkal kapcsolatban, amennyit csak tudnak, annak érdekében, hogy sokkal szórakoztatóbb legyen vele játszani. A kísérleti személyeket ezután arra kérik, hogy ezeknek a játékoknak a szokatlan használatáról is gondolkozzanak, amely más mint, hogy „játszani lehet vele”.

#### Szokatlan használat feladat (Unusual uses task)
Ebben a feladatban a termékfejlesztési feladat mentén egy másik feladatot (szokatlan használat) is alkalmaznak. A gyerekeket arra kérik, hogy gondolják ki a legokosabb, a legérdekesebb és a legszokatlanabb használatát az adott játéknak, amely más, mint hogy játszóeszköz. Ezeket a változatokat a játék jelenlegi állapotára is, ill. egy megváltozott állapotára is megfogalmazhatják.

### Nonverbális feladatok

#### Befejezetlen figurák feladat (Incomplete figures task)
Ez a feladat a Kate Franck által kidolgozott és Barron (1958) által használt „rajzbefejezési teszt” (drawing completion test) adaptációja. Egy hagyományos fehér papírlapon egy 54 kisebb négyzetből álló területet hat nagyobb négyzetre osztanak, amely mindegyike különböző ingerfigurákat tartalmaz. A kísérleti személyeket arra kérik, hogy rajzoljanak néhány újszerű tárgyat vagy vázoljanak annyi vonalat a hat figurához, amennyit csak tudnak.
Képszerkesztő feladat vagy alakok feladat (Picture construction task or shapes task)
Ebben a feladatban a gyerekeknek egy háromszög vagy egy cukorka alakot és egy darab fehér papírt adnak. A gyerekeket arra kérik, hogy gondoljanak olyan képekre, amelyeknek az adott tárgyak nélkülözhetetlen részei lehetnek. Ezután ezeket a képeket a fehér papírra kell másolniuk, olyan módon, ahogyan csak akarják, és ceruzával ki kell egészíteniük, hogy szokatlan képek születhessenek. Nevet is kell találniuk a képnek, amelyet a lap tetejére kell írniuk.

#### Körök és négyzetek feladat (Circles and squares task)
Eredetileg az ötletek folytonosságának és rugalmasságának nonverbális tesztjeként szerkesztették meg, majd változtattak rajta oly módon, hogy az eredetiséget és a kidolgozást hangsúlyozza. Két nyomtatott formában használják a tesztet. Az egyik fajtánál a kísérleti személy egy negyvenkét kört tartalmazó lappal szembesül, és arra kérik, hogy vázoljon fel tárgyakat vagy képeket, amelyeknek a körök fontos részei lehetnek. A másik formájában négyzeteket alkalmaznak körök helyett.

#### Kreatív szerkesztés feladat (Creative design task)
Az hozzávalók különböző méretű és színű körökből és csíkokból, négy lapból álló könyvecskékből, ollóból és ragasztóból állnak. A kísérleti személyeket utasítják, hogy hozzanak létre képeket vagy vázlatokat minden színes kör és csík felhasználásával 30 perc alatt. A kísérleti alanyok egy, kettő, három vagy négy lapot használhatnak, módosíthatják a köröket és a csíkokat vagy olyan formában használhatják őket, amilyenben jelenleg vannak, egyéb szimbólumokat is rajzolhatnak hozzájuk ceruzával vagy zsírkrétával.

## Küszöb hipotézis (Threshold Hypothesis)
Mindig is vita volt arról a pszichológiai szakirodalomban, hogy vajon az intelligencia és a kreativitás ugyanannak a folyamatnak képezik-e a részét (összekapcsoló hipotézis), vagy különálló mentális folyamatokat mutatnak be (szétkapcsoló hipotézis).
A kreativitás és az intelligencia közötti korrelációkat vizsgáló, az 1950-es évektől napjainkig tartó, Barron, Guilford, Wallach és Kogan által végzett kísérletek bizonyítékai rendszerint azt támasztották alá, hogy ezen fogalmak közötti korrelációk elég alacsonyak voltak ahhoz, hogy beigazolódjon, hogy különálló dolgokként kell kezelni őket. Néhány kutató úgy véli, hogy a kreativitás ugyanazoknak a kognitív folyamatoknak a végkimenetele, mint az intelligencia, és azt csak saját következményei alapján lehet megítélni, azaz amikor a kognitív folyamatok azért történnek, hogy létrehozzanak valami újszerűt; ezt a nézőpontot Perkins „semmi különleges” hipotézisnek („nothing special”) tartotta.
A „küszöb hipotézis” („threshold hypothesis”) néven ismertté vált, Torrance által javasolt nagyon népszerű modell úgy tartja, hogy egy általános mintában pozitív korreláció lesz az alacsony kreativitás és az intelligenciapontok között, de a korrelációt magasabb pontok esetén nem lehet megtalálni. Ugyanakkor a küszöb hipotézis a kutatásban vegyes eredményeket hozott, a modell fogadtatása a lelkes támogatástól kezdve, a tagadáson keresztül, egészen az elutasításig terjedt.